# Марко Сакарски
Марко Димов Сакарски е български краевед, писател, съдия, адвокат, политик и общественик. Виден училищен, читалищен, църковен и обществен деец в Харманли.
Той е мирови съдия в Харманли и околийски съдия в Кърджали (1921 – 1926 г.), адвокат в Харманли (1926 – 1944), кмет на с. Елена (1937) и народен представител в XXV обикновено народно събрание. 

## Биография
Марко Сакарски е роден в село Набожно на 15 септември 1894 година.
Основно и прогимназиално образование получава в родното си село и в град Харманли, а средно в Хасковската мъжка гимназия, която завършва през 1913/1914 година. По-рано през 1909/1910 г. получава духовно образование в Бачковския манастир.
Взема участие в Първата световна война като редник в Тридесети пехотен шейновски полк - II рота. На 16 ноември 1915 г. по време на боевете при Косово поле е ранен на осем места, вследствие на което е инвалид с 50% изгубена работоспособност. Получава частична парализа на дясната ръка и невъзможност да мърда всичките си пръсти. За проявена храброст и бойно отличие е награден с войнишки кръст „За храброст“ и „За заслуга“.
След войната записва да следва в Юридическия факултет при Софийския държавен университет, който завършва през 1921 година.
Прекарва полагаемия се стаж в Хасковския окръжен съд, а след това е назначен за мирови съдия в Харманли и околийски съдия в Кърджали. На 20 май 1926 година напуска съдийството и се отдава на свободна адвокатска практика, която упражнява в Харманли до ареста си през септември 1944 година.
В обществено-политическия и културно-просветния живот на своя край взема много дейно участие. В периода 1931-1934 и 1940-1944 е училищен настоятел в Харманли. През 1937 година е кмет на село Елена – Харманлийско. Много години е деятел на местното читалище, председател е на местното туристическо дружество „Родопи“. Инициатор е за създаването на първата изкуствена гора в Харманли по дефилето на река Олу дере (днес Харманлийска река).
Той е епархийски избирател и член на множество организации, в живота на които взема активно участие и допринася за развитието им. Във времето е редактор на вестниците „Харманлийски глас“, „Харманлийско ехо“, „Харманлийски обзор“ и други, в които е писал множество статии по различни обществени въпроси. Изнесъл е множество сказки и беседи на теми „Из българското минало“, „Народно творчество“, „Български шевици“, „Български песни“ и др.
Усърдно е въвлечен в делото да издирва български старини, артефакти и всякаква българска история във формата на предания, песни, истории, бит и т. н. Провел е множество изследвания на стари български светилища, църкви, манастири, крепости, тракийски могили и др. в родния си край. В тази област има множество ценни приноси и заслуги. Установява къде е реалното местоположение на Изворът на Белоногата, открива гроба на крал Вълкашин, смъртно ранен в битката при Черномен в близост до Харманли, превежда надписите на Гърбавия мост и Текето в село Богомил и други.
Автор е на книгите „Стогодишнината на църквата Св. Атанасий в град Харманли“,  „Миналото на Харманли“, „Сакар планина – българското минало“, „Дряновското въстание“(Харманлийско), „Миналото на разни селища на Харманлийско“, „Църковните борби“ и други изследвания в трудове, неизвестни в нашата история до сега. 
От трудовете му са запазени само няколко копия на книгата „Стогодишнината на църквата Св. Атанасий в град Харманли“, няколко сбирки от личната му колекция от книги и кратки бележки по различни теми, които се пазят в семейния архив на наследниците му. С обществено достояние са няколко негови парламентарни речи и стенографски дневници.
Инициатор е за премахването на Византийския ренесанс и други чужди стилове, проникнали в Българската църква и тяхното заменяне с чисто български стил – дърворезби с български мотиви. В построената в Харманли през 1938 година църква „Св. Иван Рилски“ по негова инициатива, с негови средства и по негова идея се изработва вътрешна чисто българска резба – иконостас, който е единствен по рода си. 
| „ | „… И съгради се храмът „Св. Иван Рилски“ в Харманли. Оставаше да се направи иконостасът. Обяви се наддаване за изработката му. Спечели го младият резбар Петър Кушлев от Широка лъка. Председателят на черковното настоятелство Марко Сакарски го поведе със себе си, запознаваше го с местности, събития и легенди и през цялото време му говореше, че иконостасът трябва да бъде революционен. Освен приетите от канона елементи в него трябва да бъде вплетена флората и фауната на района. В него да намери място историята на българския народ в борбата му за свобода. Младият резбар слушаше и думите на Сакарски му допадаха, прие всичко като свое и заживя с мисълта за нещо ново, неправено досега. Пристигнаха материалите, резбарят работеше с напрегната мисъл и вдъхновение и когато иконостасът беше напълно завършен, вдигнаха го на скеле. Тогава майсторът видя себе си, усети наставника зад гърба си, сътворено бе чудото. Стоеше безмълвен пред него, а той грееше като гълъб, окъпан от пролетен дъжд. Предстоеше освещаването на църквата. За случая пристигна владиката от Стара Загора. Преди церемонията Сакарски го разведе, за да го запознае с иконостаса. Владиката се загледа учуден в големия завършен ансамбъл, който грееше от светлина. Иконостасът – дълъг 18 метра и висок 9 метра / в най-високата му част/ с по два реда икони, от които гледаха смирените погледи на светците. Между тях: лози с гроздове, дъбови клонки, цветя и птици, въплътени в слънчевата плетеница на майстора. В средата – царските двери, от двете страни на иконите – изобразени змия и хиена, затиснати от лапата на българския лъв /отзвук от Междусъюзническата война/. И пак в ляво и в дясно от тях – други две колони, символизиращи доброто и злото: самарянка привързва ранен войник, селянин засява семената на надеждата, девойка прибира класовете в ръкойка, дете чете буквара и ангел-хранител, закрилящ доброто. От другата страна, в колоната на злото, алчният убива брат си, изсипан рог жълтици изкушава слабия, деца убиват малки птици и дяволът, който подклажда злодеянието. Най-отгоре на иконостаса е изобразено слънцето, символизиращо християнската вяра, което се крепи от две ангелчета, облечени в сукманчета и обути с цървулки. Най-отдолу на иконостаса в табла е пресъздадена българската история. „Илиндена“ – на това място всяка година е идвал доброволно елен за жертвоприношение, но то трябвало да бъде извършено от най-праведния човек. Веднъж жертвоприношението е било извършено от самозванец. От тогава не е идвал повече елен. По-нататък: Цар Борис I приема християнството, Търново се прощава с патриарх Евтимий, Паисий пише историята, Иларион Макариополски и Неофит Бозвели обявяват независимостта на българската църква, турци карат робини, поп Грую заклева въстаниците на Оборище, поп Стоян Чолака – първият свещеник на града, участник в легията на Раковски, чете молитва, а под расото му се подава револвер и накрая – Гергана. Разглеждал владиката, радвал се и негодувал – как може ангелите да са в сукманчета и цървулки?! Сакарски му възразил: „Ама ти, дядо Владика, да не искаш да са с гръцки еминии!“ Владиката отново подхванал: „Да оставим това, но в иконостаса – Гергана?!“ Въпросът отново намира отговора: „За нас тя е светица. Да се откаже от разкош и богатство заради вярата си… Не е ли тя неканонизираната българска светица?“ Засмял се владиката на находчивия отговор и простил на „съгрешилите“.“ | “ |

Избран е за народен представител от групата на безпартийните на 28 януари 1940 година, като кандидат на II Харманлийска избирателна колегия, където се е ползвал с уважение и известност между населението, поради своята обществена дейност и почтеност. Член е на парламентарните комисии на Министерството на народното просвещение и по Проверка на изборите.
След събитията от предишния ден, на 10 септември 1944 година, Сакарски сам отива в полицията, за да се предаде, но от там му отговарят, че няма заповед и причина за ареста му. Арестуван е незаконно в дома си след няколко дни и изпратен в Централния Софийски затвор заедно с Делчо Тодоров, където е разпитван многократно. Обвинен е в профашистка и антибългарска дейност, изнасяне на речи против СССР, лично облагодетелстване и злоупотреба с положение. Пледира невинен по всички обвинения.
Осъден е на смърт от Втори върховен състав на Народния съд и е разстрелян заедно с другите осъдени народни представители от XXV народно събрание в нощта на 1 срещу 2 февруари 1945 година. 
Реабилитиран е посмъртно с Решение № 243 на Върховния съд на Република България от 26 август 1996 г.